# P+ - Pensionskassen for Akademikere
P+, Pensionskassen for Akademikere er en dansk pensionskasse. I november 2019 blev fusionen mellem Danske civil- og akademiingeniørers Pensionskasse (DIP) og Juristernes og Økonomernes Pensionskasse (JØP) officiel, og den nye pensionskasse blev dannet. Den administrerende direktør er Søren Kolbye Sørensen. 
DIP blev etableret i 1953 af den daværende Dansk Ingeniørforening, nu Ingeniørforeningen i Danmark. JØP blev etableret i 1973 ved en fusion af Juristforbundets Pensionskasse og Danske Økonomers Pensionskasse. 